# Kika
Kika este o companie de retail de mobilă din Austria.
La nivel mondial Kika operează 66 de magazine din care 33 în Austria, iar restul în Ungaria, Cehia, Slovacia, Croația și România.
Grupul Kika/Leiner este unul dintre liderii pieței de mobilă din Europa.
În anul financiar 2007-2008 grupul a avut o cifră de afaceri de 1,24 miliarde euro.
În anul 2000, Kika a deschis primul său magazin în Ungaria, în 2005 a intrat pe piețele cehă și slovacă, iar în anul 2007 a penetrat și piața croată.

## Kika în România
În decembrie 2008, compania a inaugurat primul magazin din România situat în cadrul West Park din București în urma unei investiții de 31 milioane euro.
Magazinul Kika din București dispune de o suprafață de 27.000 mp și oferă o gamă de peste 50.000 de articole inclusiv peste 13.000 de articole de mobilier și accesorii.
Cifra de afaceri:
- 2010: 11,5 milioane euro[5]
- 2009: 11,8 milioane euro[6]